# Margarita Sánchez Gutiérrez
Margarita Sánchez Gutiérrez (Málaga, 26 de diciembre de 1953), alias "La viuda negra de Barcelona", y "La viuda negra de Hospitalet", fue una asesina en serie que recibió este nombre por el método que utilizaba para asesinar, de la misma forma que la famosa araña mataba a sus víctimas mediante un veneno, aunque con la diferencia de que ella lo ponía en comidas y bebidas que ofrecía a sus víctimas. Consiguió asesinar a cuatro personas y otras tres fueron intoxicadas pero lograron sobrevivir. Todas ellas eran personas próximas a ella entre las que se encontraban familiares y vecinos. 

## Biografía
Cuando se trasladó a Cataluña vivió primero en Hospitalet de Llobregat, en la calle Riera Blanca, donde era conocida como "la bizca". Este era un barrio modesto, de obreros, donde estaba considerada como una mujer conflictiva, aunque no tenía antecedentes penales. Según los vecinos era propensa a los insultos y peleas callejeras, y tenía deudas en algunos comercios de la zona; se mostraba avara y parece ser que no era analfabeta, según lo que ella misma declaró a la Policía. 
En el año 1991 Margarita se trasladó con su marido, Luis Navarro, y sus hijos Sonia y Javi al piso de sus suegros, en parte porque los habían desahuciado, pero también para cuidar al padre de su marido. Margarita y Carmen Nuez, su suegra, no se llevaban bien pues al parecer esta última era una mujer de autoridad y gran carácter. En el año 1992 muere su suegro y Carmen Nuez es ingresada cinco veces en el Hospital Clínico donde proclama que su nuera la está envenenando. Sin embargo, los análisis que le realizan dan un resultado negativo. Actualmente, vive en la ciudad de Tarrasa.

## Condena
Margarita Sánchez Gutiérrez fue condenada a 34 años de prisión por tres delitos de lesiones, otros tantos de robo con violencia y un delito de falsedad. La absolvieron de los asesinatos al no detectarse casos de muerte por cianamida y porque la intención de Margarita era sedar a sus familiares y vecinos para robarles, no para matarlos según determinó la justicia.